# Adam Wodziczko

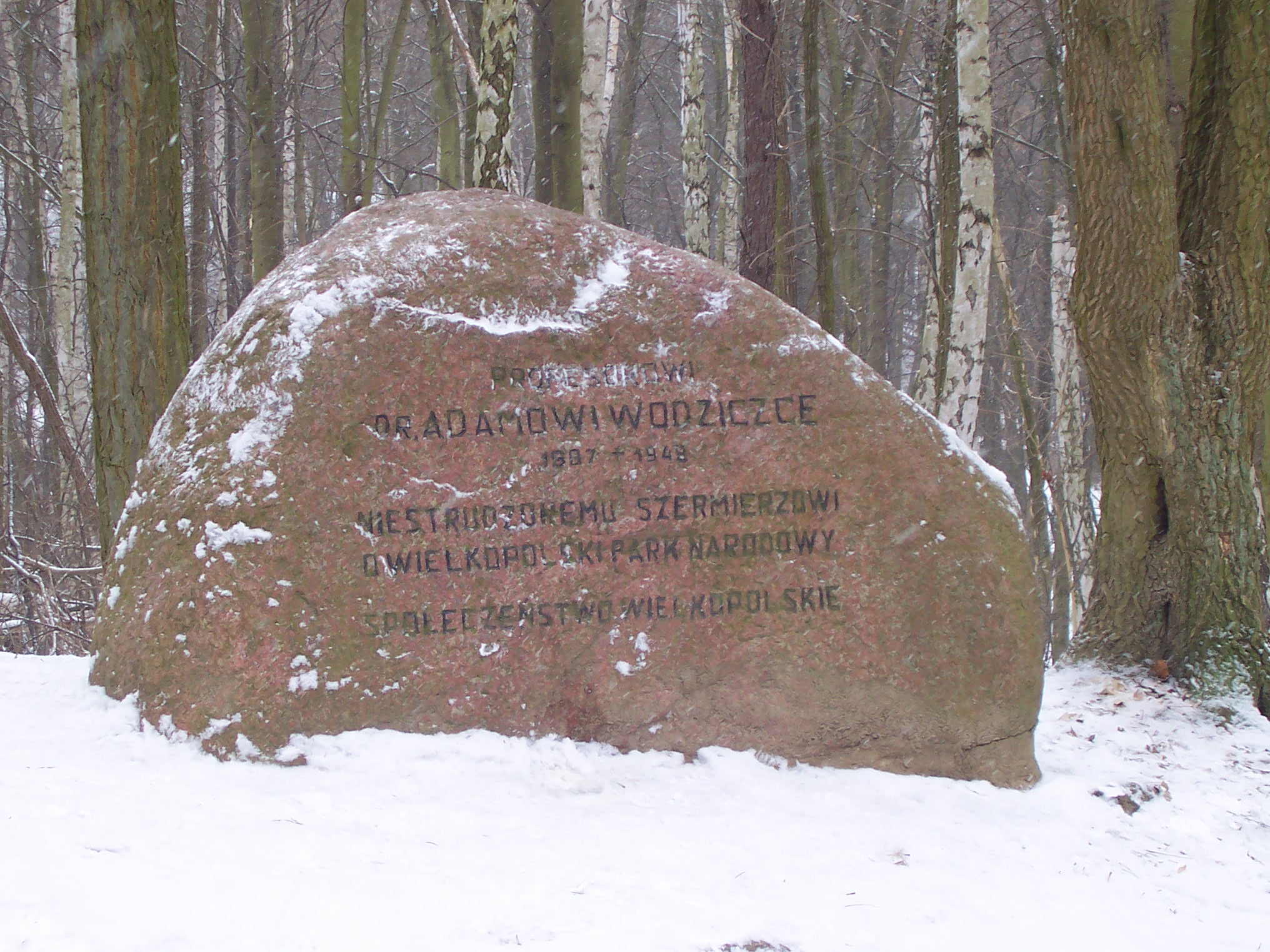
Głaz Wodziczki w Wielkopolskim Parku Narodowym

Adam Marcin Jakub Wodziczko, (ur. 8 sierpnia 1887 w Słotwinie, zm. 1 sierpnia 1948 w Poznaniu) – polski biolog botanik, profesor Uniwersytetu Poznańskiego.

## Życiorys
Syn Feliksa – inżyniera kolejowego i Ludmiły ze Spisów. W 1899 ukończył I klasę w C. K. Gimnazjum w Sanoku, następnie kształcił się w Tarnowie, Krakowie, Jaśle, gdzie w tamtejszym C.K. Wyższym Gimnazjum w 1906 zdał z odznaczeniem egzamin dojrzałości. W latach 1906–1910 studiował nauki przyrodnicze na Uniwersytecie Jagiellońskim. W 1912 został asystentem w Katedrze Anatomii i Fizjologii Roślin Uniwersytetu Jagiellońskiego, gdzie zajmował się badaniem grzybów i śluzowców oraz wykładał botanikę ogólną. W 1913 ożenił się z Janiną Tomkiewicz, z którą miał córkę.

## Kariera naukowa
W roku 1916 uzyskał tytuł doktora (O pewnej reakcji chemicznej żywych komórek śródskórni). W latach 1915–1918 został powołany jako mikrobiolog do armii austriackiej. W grudniu 1919 objął stanowisko zastępcy profesora anatomii i fizjologii roślin w Akademii Rolniczej w Bydgoszczy, które sprawował aż do 1922. Od jesieni 1920 został zastępcą profesora i kierownikiem Instytutu Botanicznego Uniwersytetu Poznańskiego. W 1921 uzyskał stopień naukowy doktora habilitowanego na Wydziale Filozoficznym Uniwersytetu Jagiellońskiego (Badania nad rozmieszczeniem fermentów utleniających u roślin. cz. 1. Lokalizacja oksydaz w tkankach roślin wyższych i równoległość ich występowania z substancjami pektynowymi).
W okresie od 1924 do 1948 (z przerwą na czas II wojny światowej) sprawował funkcję kierownika Szkolnego Ogrodu Botanicznego w Poznaniu. W 1925 został mianowany profesorem nadzwyczajnym na Wydziale Matematyczno-Przyrodniczym Uniwersytetu Poznańskiego, którego w latach 1930-1931 był dziekanem. W 1931 został wybrany na stanowisko prorektora Uniwersytetu Poznańskiego, ale nie przyjął tej godności. W sierpniu 1936 uzyskał tytuł profesora zwyczajnego anatomii i fizjologii roślin.

## II wojna światowa
Po wybuchu II wojny światowej wraz rodziną został wywieziony do Generalnego Gubernatorstwa, gdzie pracował jako nauczyciel przedmiotów przyrodniczych i rolniczych najpierw w Szkole Handlowej, a następnie w Państwowej Szkole Melioracyjnej w Krakowie. Brał również udział w tajnym nauczaniu w ramach zajęć na Uniwersytecie Ziem Zachodnich. W połowie marca 1945 powrócił do Poznania.

## Po II wojnie światowej
Dzięki jego staraniom, w 1945 utworzono w Katedrze Botaniki Ogólnej Uniwersytetu Poznańskiego pierwszy w Polsce samodzielny Zakład Ochrony Przyrody i Uprawy Krajobrazu.
Zmarł w Poznaniu, gdzie został pochowany na cmentarzu Jeżyckim.

## Osiągnięcia
Był wielkim propagatorem ochrony przyrody. Wskazywał na konieczność dbałości o środowisko, polegającej na ochronie zagrożonych roślin, zwierząt czy form geologicznych, ale także na ochronie krajobrazu. Stworzył fizjotaktykę (z języka greckiego fizis przyroda) – naukę o stosunku człowieka do przyrody.
Był aktywnym członkiem Tymczasowej Komisji, a następnie Państwowej Rady Ochrony Przyrody.
Inicjator powstania parków narodowych:
- Wielkopolskiego Parku Narodowego,
- Wolińskiego Parku Narodowego,
- Słowińskiego Parku Narodowego.

## Upamiętnienie
Patronuje dwóm obszarom ochrony ścisłej – są to:
- Obszar ochrony ścisłej Grabina im. prof. Adama Wodziczki na terenie Wielkopolskiego Parku Narodowego,
- Obszar ochrony ścisłej im. prof. Adama Wodziczki na terenie Wolińskiego Parku Narodowego.

Na jego cześć:
- ustawiono głaz na terenie Wielkopolskiego Parku Narodowego,
- wmurowano dwie tablice pamiątkowe w budynku Dyrekcji i Ośrodka Muzealno-Dydaktycznego Wielkopolskiego Parku Narodowego w Jeziorach.

Patronuje kilku szkołom – są to:
- Szkoła Podstawowa nr 5 im. prof. Adama Wodziczki w Swarzędzu[8]
- Szkoła Podstawowa nr 12 im. prof. Adama Wodziczki w Gnieźnie[9]
- Społeczna Szkoła Podstawowa nr 4 STO im. prof. Adama Wodziczki w Poznaniu[10]
- Zespół Szkół im. Adama Wodziczki w Mosinie, w skład którego wchodzą: Liceum Ogólnokształcące w Mosinie, Liceum Profilowane w Mosinie, Liceum Handlowe w Mosinie, Zasadnicza Szkoła Zawodowa w Mosinie, Ośrodek Dokształcania Zawodowego w Mosinie wraz z oddziałem przy Zespole Szkół Budowlano-Drzewnych w Poznaniu i oddziałem przy Zespole Szkół Zawodowych nr 3 w Poznaniu, oraz Internat Zespołu Szkół w Mosinie[11]
- Szkoła Podstawowa nr 4 im. prof. Adama Wodziczki w Luboniu[12]
- Szkoła Podstawowa im. prof. Adama Wodziczki w Rogalinku[13]
- Liceum Ogólnokształcące i Technikum im. prof. Adama Wodziczki w Zespole Szkół Ponadgimnazjalnych w Wolinie
- Gimnazjum nr 62 im. Adama Wodziczki w Poznaniu (zlikwidowane z dniem 31 sierpnia w 2012[14])

Jest też patronem 277 Poznańskiej Drużyny Harcerskiej działającej przy Szczepie Łazarz w Hufcu ZHP Poznań-Grunwald
W Poznaniu na Sołaczu znajduje się również park jego imienia, a w podpoznańskim Puszczykowie oraz Międzyzdrojach – ulica.